# Hartgraben (Fränkische Rezat)
Der Hartgraben ist ein ca. drei Kilometer langer Bach in den mittelfränkischen Landkreisen Neustadt an der Aisch-Bad Windsheim und dann Ansbach, der nach insgesamt östlichem Lauf etwas oberhalb von Oberdachstetten von rechts in die oberste Fränkische Rezat mündet.
An seiner Mündung ist der Hartgraben ca. 2,0 km länger als die Fränkische Rezat selbst, die der obersten Abschnitt des ca. 568 km langen hydrologischen Hauptstrangs des Main-Systems ist.

## Geographie

### Verlauf
Der Hartgraben entspringt auf der Frankenhöhe in der Waldgemarkung von Marktbergel etwa 0,8 km ostnordöstlich des Dorfes Ermetzhof dieser Marktgemeinde auf einer Höhe von etwa 481 m ü. NHN. Er fließt anfangs nordostwärts, bis er nach einem halben Kilometer auf 464 m ü. NHN in deb Schafsee einmündet. Am Wiederausflus verlässt er den Wald und wendet sich, nachdem er 300 Meter später noch einen kleineren See durchflossen hat, auf parallelen  ostsüdöstlichen Lauf zur linksseits in weniger als 200 Metern Entfernung begleitenden B 13 Marktbergel–Oberdachstetten. Am Rand des  Naturschutzgebietes Weiherboden bei Anfelden fließt von Westen her der dort nur wenig kürzere Aubach zu, in ihm dann noch ein weiterer kurzer Zufluss aus etwa derselben Richtung. Im Schutzgebiet wechselt er dann knapp einen Kilometer nach dem letzten See über die Kreisgrenze aus dem Gebiet von Marktbergel in das von Oberdachstetten. Auf seinem letzten Kilometer nun östlichen Laufs kreuzt er bald die Bundesstraße und mündet dann auf 440 m ü. NHN von rechts und weniger als einen halben Kilometer vor den ersten Häusern von Oberdachstetten in die noch junge Fränkische Rezat.
Der Hartgraben mündet nach etwa 3,1 km langem Lauf mit mittleren Sohlgefälle von rund 13 ‰ ungefähr 41 Höhenmeter unterhalb seines Ursprungs.

### Zuflüsse und Seen
- Durchfließt den Schafsee, ca. 1,7 ha[2]
- Durchfließt einen weiteren See, ca. 0,4 ha[2]
- Aubach, von rechts und Westen, ca. 1,3 km[2]
- (Zufluss), von rechts und Westsüdwesten, ca. 0,9 km[2]